# Zagon na Żytomierz

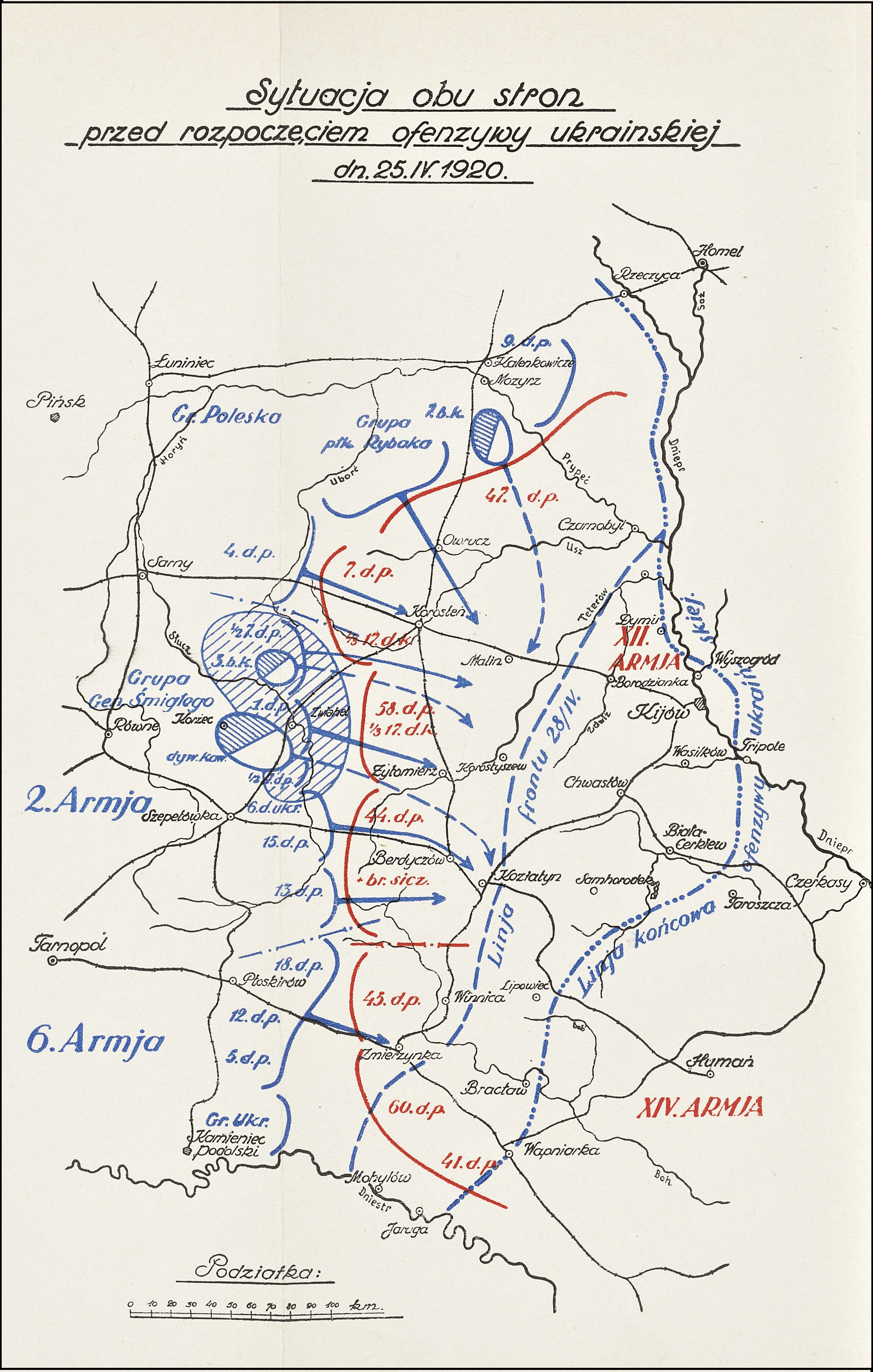
Gen. Tadeusz Kutrzeba
Wyprawa kijowska 1920 roku

Zagon na Żytomierz – walki stoczone w dniach 25–26 kwietnia 1920 roku w trakcie wyprawy kijowskiej, będącej częścią wojny polsko-bolszewickiej.
Był to drobny epizod o niewielkim znaczeniu dla przebiegu wojny, jednak bardzo istotny dla sztuki wojennej tamtego okresu. Obok rajdu na Kowel był jednym z nielicznych przykładów użycia szybkich wojsk motorowych w owym czasie.

## Planowanie walk
Plan operacyjny ofensywy Polaków na Ukrainie przewidywał, że w pierwszym etapie nastąpi rozcięcie sił bolszewików na dwie części i szybkie zajęcie Żytomierza i Koziatyna. Tym sposobem miał być odcięty odwrót nad Dniepr oddziałów Armii Czerwonej stojących na północy. Wojska bolszewickie stojące na południu od linii kolejowej Szepetówka – Koziatyn, miały być zepchnięte dalej na południe. W rejonie Zwiahla skoncentrowano Grupę gen. Rydza-Śmigłego w składzie 1 Dywizja Piechoty Legionów, 7 Dywizja Piechoty, 3 Brygada Jazdy, siedem baterii artylerii ciężkiej. Grupie przydzielono trzy plutony samochodów pancernych i baterię zmotoryzowaną. Grupa miała zająć Żytomierz w pierwszym dniu walki (najpóźniej drugiego dnia rano), oraz opanować mosty na Teterewie w Żytomierzu i Korosteszowie. Od rejonu wyjściowego do Żytomierza było 80 km, dlatego piechotę przewieziono na samochodach (czterdzieści samochodów ciężarowych).
20 kwietnia Rydz-Śmigły wydał rozkaz operacyjny, zgodnie z którym na przedmieściu Zwiahla skoncentrowano wzmocnioną III Brygadę Piechoty Legionów. Miała ona przełamać front sowiecki i otworzyć I BP Leg. drogę do wykonania zagonu na Żytomierz. Zgrupowanie 7 Dywizji Piechoty na północ od Zwiahla siłami 14 Brygady Piechoty i 12 pułku ułanów miało nacierać, aby przeciąć linie kolejową Korosten – Żytomierz i dotrzeć do rzeki Teterew. Ubezpieczać marsz miała od strony Radomyśla i opanować most na Teterewie 3 Brygada Jazdy. Na południe od szosy Zwiahel – Żytomierz przemieszczała się XIII Brygada Piechoty z 7 Dywizji Piechoty. Przed grupą stała 17 Dywizja Piechoty wzmocniona 3 Brygadą Jazdy (łącznie 1500 żołnierzy i osiem dział). Na tym odcinku frontu przeciwnikiem wojsk polskich była 58 Dywizja Strzelców z 12 Armii, oraz 45 Brygada Strzelców z 15 Dywizji Strzelców (obie jednostki miały ok. 2000 żołnierzy, dziewiętnaście dział, siedem samochodów pancernych). Bolszewicy otrzymywali zaopatrzenie poprzez Husiatyn i Żytomierz. Gen. Rydz-Śmigły spodziewał się silnej obrony. W celu zaskoczenia bolszewików w Żytomierzu, wysłano kolumnę szosą równoległą do szosy Zwiahl – Żytomierz.
W celu opanowania Żytomierza utworzono grupę zmotoryzowaną pod dowództwem płk. Dąb-Biernackiego. Grupa składała się z oddziałów 1 pułku piechoty Legionów, kompanii saperów i pododdziału jazdy. Grupa posiadała czterdzieści ciężarówek, połowę z tej liczby stanowiły ciężarówki Fiat, resztę głównie ciężarówki Packard o pełnych kołach. Do holowania francuskich armat 75 mm użyto pojazdów Daimlera z napędem na cztery koła. Do wsparcia grupy zmotoryzowanej użyto samochodów pancernych.

## Przebieg
25 kwietnia o 3.00 rozpoczęto ładowanie 1 pułku piechoty Legionów na samochody. Ze względu na brak transportu III batalion pułku musiał działać pieszo. Na samochody postawiono dodatkowo 25 ckm z 5 pułku piechoty. Z kolumną jechał dowódca I Brygady Piechoty Legionów – płk Stefan Dąb-Biernacki. Około 3.30 pododdziały 6 pp Leg z III BP Leg przełamały obronę nieprzyjaciela na Murawni w potyczkach z kawalerią sowiecką i posuwały się na Żytomierz. 5 pp Leg pokonał spieszoną kawalerię sowiecką nad Tenią. W czasie pokonywania trasy samochody grzęzły na piaszczystych drogach, zagrzewały się, a samochody pancerne łamały mosty. Okoliczna ludność gromadziła się na trasach kolumn, witała żołnierzy mlekiem i wodą, wspierała też podwodami.
Ok 12.30 grupa znalazła się 14 km na północny zachód od Żytomierza, pod osadą Wilsk bronioną przez 522 pułk strzelców. Pułk wycofał się, nie przyjmując walki. Płk Dąb-Biernacki zatrzymał w Wilsku kolumnę, aby poczekać na resztę samochodów i uporządkować szyki 1 BP Leg. przed spodziewanym bojem. Po nadejściu samochodów wyładowano z nich piechotę i odesłano do dyspozycji 3 BP Leg., która nacierała szosą. Między godz. 22.00 a 23.00 przybył do Wilska III batalion 5 pp Leg., natomiast maszerujący pieszo III batalion 1 pp Leg., po przebyciu 48 km zatrzymał się na nocleg, 19 km od Wilska. Bateria zmotoryzowana utknęła po drodze i nie było nadziei na jej dołączenie. W ciągu dnia 522 ps atakował oddziały polskie w Wilsku, jednak został odparty i wycofał się do Żytomierza. Późnym wieczorem płk Dąb-Biernacki dysponował w Wilsku trzema batalionami i samochodem pancernym. Płk Dąb-Biernacki bojąc się stracić zaskoczenie wydał rozkaz natychmiastowego natarcia na Żytomierz dwoma kolumnami. O 24.00 dwa bataliony 1 pp Leg. ruszyły z zadaniem obejścia Żytomierza od wschodu, przecięcia szosy kijowskiej i uderzenia na miasto od stacji kolejowej. III batalion 5 pp Leg., wzmocniony kompanią ckm z 1 pp Leg. i samochodem pancernym maszerowały drogą na Żytomierz. III batalion dotarł o świcie do skraju Żytomierza. Rosjanie przyjęli Polaków silnym ogniem. Polacy zalegli i nie nacierali, oczekując na siły 1 pp Leg. 1 pp Leg. stoczył po drodze walkę ze spieszonym 520 ps, wspieranym przez 522 ps, i 26 kwietnia ok. 8.00 stanął od wschodu na skraju Żytomierza. I batalion 1 pp Leg. uderzył dwoma kompaniami niezwłocznie na dworzec kolejowy w Żytomierzu i po odparciu ataku kawalerii zdobył dworzec. Zaskoczenie było pełne. Załoga dworca uciekła w kierunku miasta, a za nią podążyły dwie kompanie Polaków. 3 kompania I batalionu opanowała baterię sowiecką. Płk Dąb-Biernacki na odgłos strzelaniny rzucił do ataku III batalion 5 pp Leg. Po krótkim oporze załoga miasta zagrożona okrążeniem wycofała się. Do 11.00 Żytomierz opanowali Polacy. Po południu do miasta przybył 6 pp Leg., który po drodze stoczył bój z oddziałem 17 Dywizji Kawalerii. Dwie kompanie 6 pp Leg. zostały wysłane samochodami i opanowały most na Teterewie i utworzyły przyczółek.

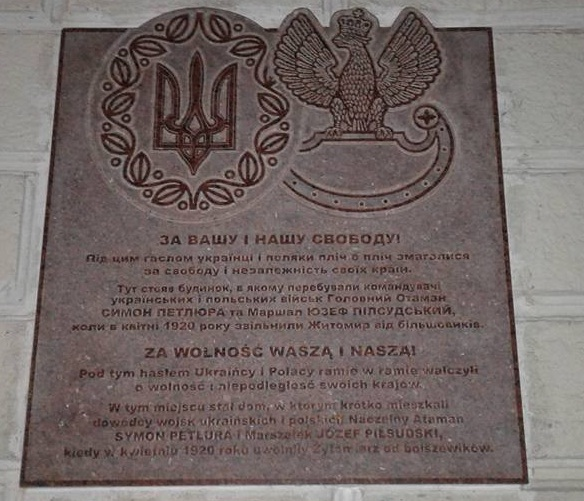
Tablica upamiętniająca zdobycie Żytomierza przez wojska polskie i ukraińskie w trakcie wyprawy kijowskiej w 1920 roku.

Zagon zakończył się sukcesem wojsk polskich. W ciągu 32 godzin zajęto ważny węzeł kolejowy odległy o 80 km od linii frontu. Opanowanie Żytomierza oraz zdobycie Malina i Koziatyna zachwiało frontem bolszewickim na Ukrainie. Rozbita została 58 Dywizja Strzelców. Z 521, 520 i 522 pułków strzelców pozostało w szeregach po kilkudziesięciu żołnierzy. Dywizja straciła połowę artylerii i większość broni maszynowej. W walkach o Żytomierz Polacy stracili 3 poległych i 48 rannych. Polacy wzięli do niewoli kilkuset jeńców, zdobyli 10 dział, kilkadziesiąt ckm, samochód pancerny, dwanaście samochodów i 280 wagonów ze sprzętem wojskowym.

## Upamiętnienie
6 października 2015 odsłonięto tablicę upamiętniającą zdobycie miasta. Znajduje się ona na budynku kina „Ukraina” (ul. Kijowska 13), w miejscu gdzie na krótko zamieszkał Józef Piłsudski. W foyer kina umieszczono miedzianą płaskorzeźbę z jego podobizną.